# Inverness Highlands North
Inverness Highlands North és una concentració de població designada pel cens dels Estats Units a l'estat de Florida. Segons el cens del 2000 tenia 1.470 habitants.

## Demografia
Segons el cens del 2000, Inverness Highlands North tenia 1.470 habitants, 616 habitatges, i 434 famílies. La densitat de població era de 295,6 habitants/km².
Dels 616 habitatges en un 26,8% hi vivien nens de menys de 18 anys, en un 57,1% hi vivien parelles casades, en un 9,7% dones solteres, i en un 29,5% no eren unitats familiars. En el 25,2% dels habitatges hi vivien persones soles el 12,5% de les quals corresponia a persones de 65 anys o més que vivien soles. El nombre mitjà de persones vivint en cada habitatge era de 2,39 i el nombre mitjà de persones que vivien en cada família era de 2,8.
Per edats la població es repartia de la següent manera: un 22,4% tenia menys de 18 anys, un 6,7% entre 18 i 24, un 24,3% entre 25 i 44, un 23% de 45 a 60 i un 23,6% 65 anys o més.
L'edat mediana era de 42 anys. Per cada 100 dones de 18 o més anys hi havia 83 homes.
La renda mediana per habitatge era de 27.128 $ i la renda mediana per família de 28.821 $. Els homes tenien una renda mediana de 30.263 $ mentre que les dones 21.161 $. La renda per capita de la població era de 12.818 $. Entorn del 13,1% de les famílies i el 14% de la població estaven per davall del llindar de pobresa.

## Poblacions properes
El següent diagrama mostra les poblacions més properes.